# Alp Arslan

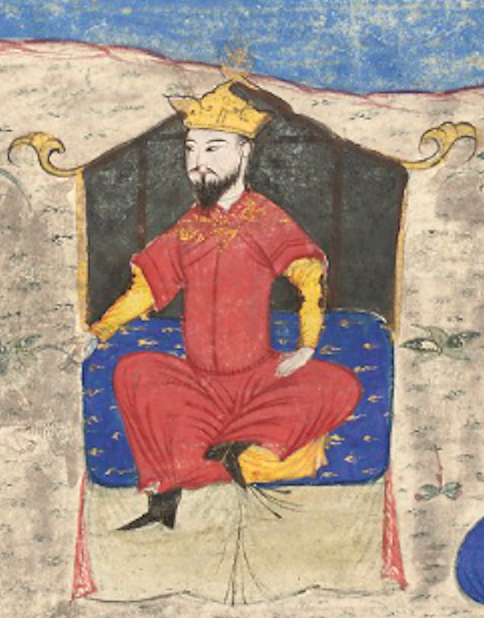
Sultan Alp Arslan auf seinem Thron, Miniaturmalerei (ca. 1425)

Alp Arslan, mit vollem Namen Diya ad-Din Adud ad-Daula Abu Schudscha Muhammad Alp Arslan (DMG Ḍiyāʾ ad-Dīn ʿAḍud ad-Daula Abū Šuǧāʿ Muḥammad Alp-Arslan; * ca. 1030; † 15. Dezember 1072), war von 1063 bis 1072 Sultan der Großseldschuken. Sein türkischer Name Alp Arslan bedeutet mutiger oder tapferer Löwe.

## Leben

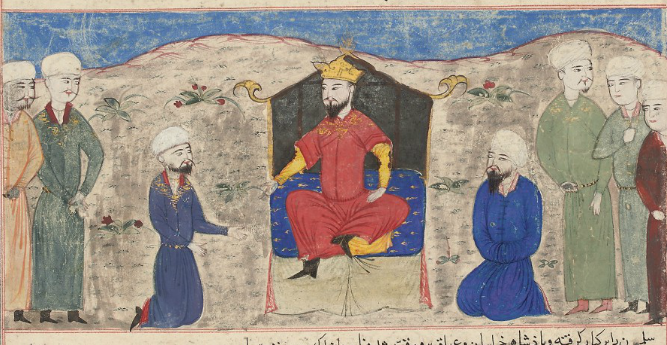
Alp Arslan auf dem Thron, Illustration von Hafiz Abru, etwa 1425.

Alp Arslan war ein Sohn Tschaghri Begs und führte bereits in jungen Jahren dessen Armeen. Er folgte seinem Vater 1059 als Herrscher des östlichen seldschukischen Teilreiches nach. Als dann sein Onkel Tughrul Beg kinderlos starb, brach ein Machtkampf aus. Tughrul Beg hatte Alp Arslans jüngeren Bruder Süleyman zum Nachfolger bestimmt. Alp Arslan intervenierte und marschierte nach Rey, um sich am 27. April 1064 zum Sultan ernennen zu lassen. Noch im gleichen Jahr musste er sich mit dem Verwandten Kutalmiş Beg auseinandersetzen. Alp Arslan siegte wieder und Kutalmiş Beg wurde getötet. Dessen Kinder flohen nach Anatolien und gründeten später das Sultanat von Rum. Durch seine Herrschaft einte Alp Arslan das kurz zuvor gespaltene Seldschukenreich. Als Nachfolger Tughruls festigte er dessen Herrschaft über Persien und Turkestan. Als Wesir stand ihm Nizam al-Mulk zur Seite.
Kurze Zeit nachdem er den Thron bestiegen hatte, machte er sich daran, die muslimischen Länder unter seiner Führung zu einigen. Dabei ging er auch gegen die schiitischen Fatimiden vor, die Feinde der abbasidischen Kalifen. Die seldschukischen Sultane waren unter Tughrul Beg ein Bündnis mit den Kalifen eingegangen. Daneben unternahm er Raubzüge gegen die angrenzenden christlichen Staaten wie Armenien, Georgien und das Byzantinische Reich. 1063 eroberte er dabei mehrere Festungen, unter anderem die Festung der armenischen Stadt Ani, die Burg von Şavşat im heutigen Artvin, die Burg von Kars und Oltu in Erzurum. 1068 fiel er über Syrien kommend wieder in Byzanz ein. 1071 eroberte er Aleppo.
Alp Arslan rüstete sich als Nächstes für einen Krieg gegen das Kernland der Fatimiden in Ägypten. Doch kurz vor Beginn des Feldzugs brach ein Konflikt mit Byzanz aus. Der neue byzantinische Kaiser Romanos IV. wollte die Seldschuken besiegen und vertreiben. Es kam zu mehreren Gefechten in Kilikien, bis schließlich die Schlacht von Manzikert die Entscheidung zugunsten Alp Arslans brachte. Kaiser Romanos IV. wurde gefangen genommen. Folgender Dialog soll zwischen beiden Herrschern stattgefunden haben:
Alp Arslan: „Was würdest du tun, wenn ich als Gefangener zu dir gebracht würde?“
Romanos: „Vielleicht hätte ich dich getötet oder dich in den Straßen Konstantinopels ausgestellt […]“
Alp Arslan: „Meine Strafe ist härter. Ich lasse dich frei.“
Da das Hauptziel des Sultans die Vernichtung der Fatimiden war, wurde der Kaiser freigelassen; der Krieg gegen Byzanz sollte später stattfinden. Doch der freigelassene Kaiser wurde wegen seiner Niederlage in Byzanz abgesetzt, geblendet und ins Exil nach Proti geschickt. Durch einen Bürgerkrieg wurde das Byzantinische Reich in der Folgezeit aber so geschwächt, dass es die Kontrolle über Ost- und Mittelanatolien verlor. Diese Gebiete fielen nun an die Seldschuken.

## Charakteristika der Politik Alp Arslans
Die folgenden Faktoren waren für die Erfolge Alp Arslans ausschlaggebend:
- Eine große Anzahl an Turkomanen, die im Zuge der seldschukischen Eroberungen nach Persien immigriert waren, wurden in Streifzügen eingesetzt, die außerhalb des Dār al-Islām und außerhalb von fāṭimidischem Gebiet stattfanden.
- Den Streitmächten des Sultans konnte nicht standgehalten werden. Die Truppen besaßen eine hohe Mobilität. Andererseits zeichneten sie sich auch durch eine Milde aus, die sich gegenüber allen Rebellen zeigte, die sich dem Sultan unterordneten.
- Die Herrscher in eroberten Gebieten, sowohl schiitische als auch sunnitische, wurden als Vasallen des Sultans weiterhin im Amt belassen. Außerdem wurden Mitglieder der seldschukischen Familie als Gouverneure in den Provinzen eingesetzt.
- Alp Arslan verhinderte einen Nachfolgekonflikt durch die Ernennung seines (nicht erstgeborenen) Sohnes Malik Schāh (Malikšah) zum Erben.
- Gute Beziehungen zu dem ‘abbāsidischen Kalifen Qā’im.

## Tod
Nachdem Alp Arslan im Westen große Gebiete erobert hatte, wandte er sich gegen die Karachaniden in Turkestan. Er rückte bis zum Fluss Oxus vor. Um diesen Fluss sicher überqueren zu können, mussten einige Festungen in seiner Nähe erobert werden. Eine Burg wurde mehrere Tage von Yussuf el-Harezmi verteidigt. Doch schließlich übergab dieser die Burg und wurde Alp Arslan vorgeführt. Dieser verurteilte ihn zum Tode. In seiner Verzweiflung stürzte sich Yussuf mit dem Schwert auf den Sultan. Alp Arslan, der ein stolzer Kämpfer war, verbot den Wachen einzugreifen. Ein Pfeil Alp Arslans verfehlte Yussuf, und dieser verletzte ihn schwer mit dem Schwert. Alp Arslan erlag Tage später dieser Verletzung und starb 1072 mit 42 Jahren. Noch auf dem Sterbebett soll er seinem Sohn gesagt haben, dass seine Eitelkeit an seinem Tode schuld sei. Er wurde in Merw neben seinem Vater beigesetzt. Sein Sohn Malik Schāh trat seine Nachfolge an.
Das Herrschaftsgebiet Alp Arslans reichte zu dieser Zeit von Choresmien (Iran) bis an die östliche Grenze des Byzantinischen Reiches.
Eine türkische Expedition unter Yusuf Halaçoğlu will das Grab Alp Arslans 2009 bei Merw in Turkmenistan entdeckt haben.

## Trivia
In Turkmenistan wurde 2002 unter Präsident Saparmyrat Nyýazow der Monat August zu Ehren Alp Arslans umbenannt. Die Umbenennung der turkmenischen Monatsnamen wurde aber im Juli 2008 rückgängig gemacht.